# Siara (album)
Siara – szósty album studyjny polskiego rapera KęKę wydany 23 kwietnia 2021 nakładem wytwórni Takie Rzeczy Label. Płyta osiągnęła status dwukrotnie platynowej płyty.

## Lista utworów
| Nr | Tytuł utworu         | Tekst       | Producent          | Czas |
| -- | -------------------- | ----------- | ------------------ | ---- |
| 1  | "Beztroskie dni"     | Piotr Siara | PLN.Beatz          | 3:11 |
| 2  | "Moja gwardia"       | Piotr Siara | Sergiusz           | 3:25 |
| 3  | "Nadal jestem tu"    | Piotr Siara | Worek, moody scrag | 3:16 |
| 4  | "Jednorożec"         | Piotr Siara | moody scrag        | 2:37 |
| 5  | "Tryb ON"            | Piotr Siara | Worek              | 3:16 |
| 6  | "Nie mów mi"         | Piotr Siara | Chris Carson       | 3:07 |
| 7  | "Kukły"              | Piotr Siara | Leśny              | 3:03 |
| 8  | "Oni czekają na cud" | Piotr Siara | Worek, Swizzy      | 3:01 |
| 9  | "Legenda"            | Piotr Siara | Sergiusz           | 3:05 |
| 10 | "Smutna prawda"      | Piotr Siara | @PSR               | 2:41 |
| 11 | "Zły rok"            | Piotr Siara | @PSR               | 3:26 |
| 12 | "Moje miasto"        | Piotr Siara | D$T, Leśny, ADZ    | 3:55 |